# Karen Pence
 (juillet 2024).
Karen Sue Pence, née Batten le 1er janvier 1957, est une enseignante américaine et l'épouse du 48e vice-président des États-Unis Mike Pence. Elle est par conséquent la Deuxième dame des États-Unis de janvier 2017 à janvier 2021.

## Biographie

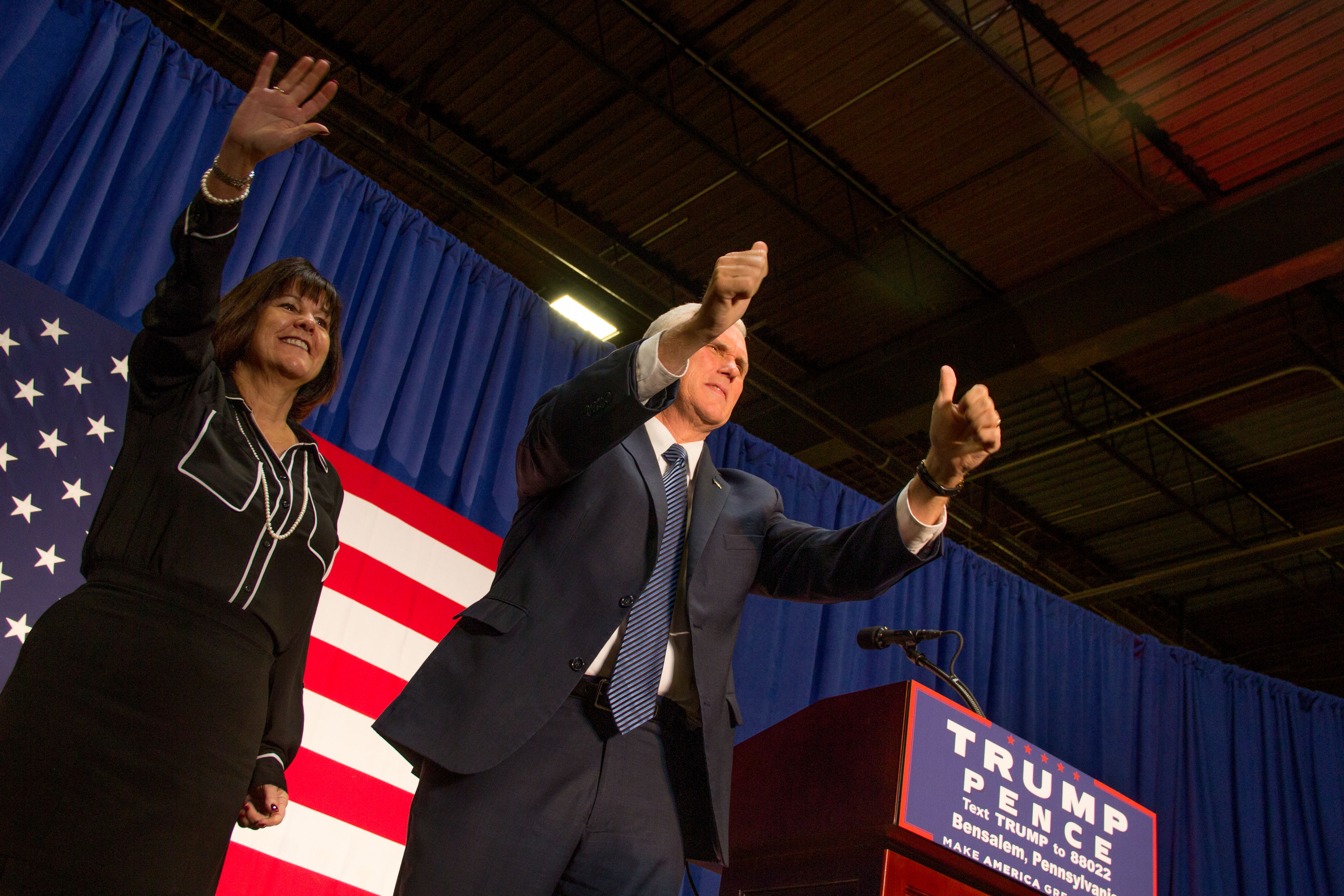
Karen et Mike Pence en octobre 2016.

Karen Batten grandit à Broad Ripple Village (en), dans la banlieue d'Indianapolis. Elle est la fille de John Batten (mort en 1988) et de Lilian Hacker. Elle étudie à l'université Butler dans le but de devenir enseignante. Elle obtient un baccalauréat universitaire en sciences et une maîtrise universitaire ès sciences en enseignement primaire.

Elle enseigne à la John Strange Elementary, l'Acton Elementary, la Fall Creek Elementary et l'Orchard School, des établissements tous situés à Indianapolis. Elle rencontre Mike Pence alors qu'elle joue de la guitare lors d'une messe à l'église Saint-Thomas-d'Aquin. Ils se marient en 1985 et ont trois enfants : Michael, Charlotte et Audrey. À partir de 1988, son mari se lance en politique sous la bannière du Parti républicain.

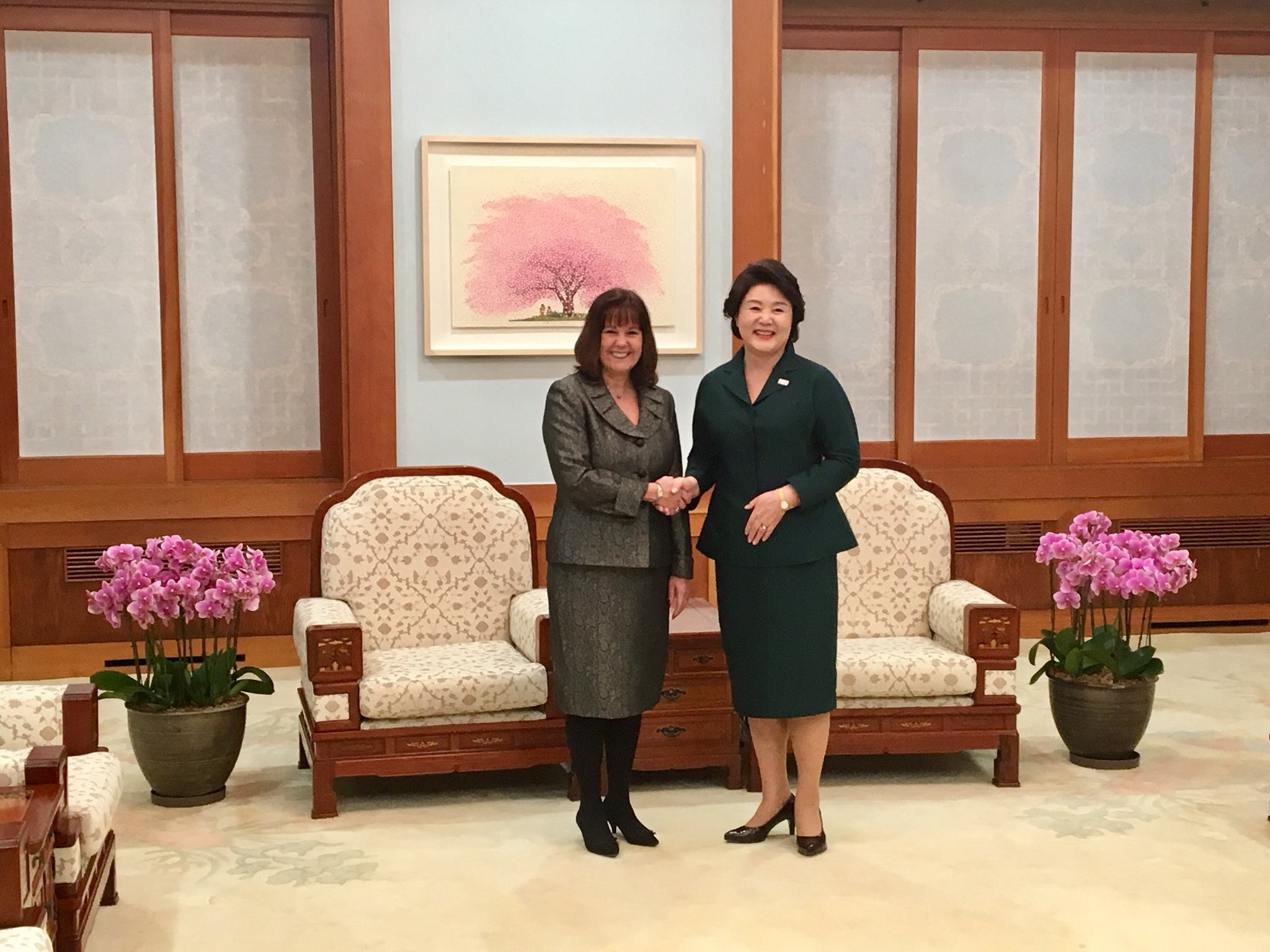
Karen Pence et Kim Jung-sook, Première dame de la Corée du Sud, en 2018.

Après sa première grossesse, elle décide de prendre des cours de peinture à l'aquarelle, ce qui la conduit à commencer une nouvelle carrière de peintre de maisons. Elle milite également en faveur de la peinture comme thérapie pour les malades.
Le 8 novembre 2016, Donald Trump et son colistier Mike Pence sont élus lors de l'élection présidentielle. Le 20 janvier 2017, ce dernier devient vice-président des États-Unis et son épouse Karen la Deuxième dame des États-Unis. 
Après l'attaque du Capitole du 6 janvier 2021, elle comme son mari ont une relation tendue avec Donald Trump.

## Sources
- (en) Cet article est partiellement ou en totalité issu de l’article de Wikipédia en anglais intitulé « Karen Pence » (voir la liste des auteurs).